# Vitória do Jari
Vitória do Jari là một đô thị thuộc bang Amapá, Brasil. Đô thị này có diện tích 2483 km², dân số năm 2007 là 11041 người, mật độ 4,44 người/km².